# تجمع ضهون (رماة)
'

تعديل مصدري - تعديل

تجمع ضهون هي إحدى قرى عزلة رماة بمديرية رماة التابعة لمحافظة حضرموت، بلغ تعداد سكانها 242 نسمة حسب تعداد اليمن لعام 2004.